# Will Leonard
Will Leonard (Irlanda, 22 de septiembre de 1995) es un jugador profesional irlandés de rugby que se desempeña en la posición de centro interior en Rugby Football Club Los Angeles, equipo perteneciente a la liga Major League Rugby.

## Carrera
En 2018, Leonard se unió al equipo Rugby New York (2018-2021), después pasó a Rugby Football Club Los Angeles, con el cual disputa su quinta temporada en la Major League Rugby.